# Brion (Ain)
Brion egy település Franciaországban, Ain megyében. Lakosainak száma 591 fő (2022. január 1.). Brion Béard-Géovreissiat, Montréal-la-Cluse, Nurieux-Volognat, Port és Saint-Martin-du-Frêne községekkel határos.

## Népesség
A település népességének változása:
| Lakosok száma | 215  | 395  | 587  | 511  | 514  | 515  | 521  | 533  | 561  | 591  |
|               | 1968 | 1982 | 1990 | 2006 | 2013 | 2015 | 2017 | 2019 | 2020 | 2022 |